# Helicopsyche tanzanica
Helicopsyche tanzanica är en nattsländeart som beskrevs av Kjell Arne Johanson 1993. Helicopsyche tanzanica ingår i släktet Helicopsyche och familjen Helicopsychidae. Inga underarter finns listade i Catalogue of Life.